# Vânia Dantas Leite
Vânia Dantas Leite (Rio de Janeiro, 13 de agosto de 1945 - Rio de Janeiro, 10 de agosto de 2018) foi uma pianista, cravista, professora, compositora e regente brasileira. Mais reconhecida por seu pioneirismo e pesquisa na música eletroacústica e por ter sido a primeira mulher a experimentar com música eletrônica no Brasil, no início da década de 70. Seu trabalho combinava composição músical, música eletroacústica, música-vídeo, multimeios, e recursos audiovisuais.

## Biografia
Vânia graduou-se em Piano pela Universidade Federal do Rio de Janeiro (UFRJ), em 1966; e em Composição e Regência pela mesma universidade em 1972. Foi também na federal carioca que ela tirou seu mestrado e doutorado em Música 2004.  Em 1974, ela foi estudar música eletrônica no Electronic Music Studio, em Londres, onde adquiriu equipamentos específicos para montar seu próprio laboratório no Rio de Janeiro.
Durante a Ditadura Militar no Brasil, ela foi presa em 1977 com o grupo Ars Contemporanea, durante a segunda Bienal de Música Contemporânea Brasileira. AIsso porque a obra que o grupo apresentavou utilizava o texto Como Fazer a Revolução do norueguês Henrik Ibsen, considerado pelos militares como subversivo.
Em 1981, na Universidade Federal do Estado do Rio de Janeiro (UniRio), ela fundou o Estúdio de Música Eletroacústica do Instituto Villa-Lobos, onde deu aulas de Composição e matérias ligadas à Música e Tecnologia para alunos de graduação. Ela ficou responsável por ele até 2012, contribuindo com a formação de jovens compositores.Mais tarde, no final da década de 80, Vânia aprofundou seus conhecimentos em tecnologias de som com Leo Kupper no Studio Eletronic Auditive, em Bruxelas e ao voltar para o Brasil, já nos anos 1990, compôs Sforzato/Piano para meios eletrônicos e acústicos.
Vania esteve entre os pioneiros da música eletrônica no Brasil, ao lado de pessoas como Jocy de Oliveira, Rodolfo Caesar, Tato Taborda, Macalé, Vera Terra, entre outros que introduziram o gênero no cenário musical. Quando ela trouxe seu primeiro sintetizador para o Brasil, deu diversos workshops de música electrônica nas universidades. O instrumento eletrônico era tão novo na época que em uma viagem para Porto Alegre ela foi retida pela polícia do aeroporto que confundiu a mala do sintetizador com uma bomba.
Fora do país, Vânia participou de inúmeros concertos e festivais como o Sonidos de las Américas, no Teatro do Carnegie Hall, Nova York em 1996; Festival brasilianischer Musik, Alemanha em 2000; 4o Festival International Ricardo Bianchini, no Chile em 2005. Além de lecionar masterclasses de composição na Princeton University em 1996; concertos e seminários na University of Music, Karlsruhe, Alemanha, em 1998, 2000 e 2003; estágio e conferências em Bellagio, Itália em 2003 e na EMS09 Conference (Electroacoustic Music Studies Network), em Buenos Aires em 2009.
Vânia morreu de câncer em 2018, aos 72 anos, no Rio de Janeiro.

## Prêmios e reconhecimentos
Como compositora reúne alguns prêmios:
- 1972: 1º lugar no Concurso Nacional de Composição
- 1973: 3º lugar no Concurso Internacional de Regência, dedicado às obras de Wolfgang Amadeus Mozart (1756-1791), no Rio de Janeiro;
- 1996: Prêmio Programa de Bolsas RioArte;
- 2003: Prêmio da Rockefeller Foundation;
- 2012: Prêmio Funarte de Composição Musical, para estreia na 20ª Bienal de Música Brasileira Contemporânea.